# Jack Harris (football)
Pour les articles homonymes, voir Jack Harris.
Joshua Harris, ou Jack Harris, né le 5 novembre 1891 à Glasgow et mort en 1966, est un joueur et entraîneur de football écossais.

## Biographie
Footballeur professionnel au poste d'ailier, Harris compte plus de 390 matchs en Football League entre 1910 et 1927, à Burnley, Bristol City (de 1912 à 1922), Leeds United et enfin Fulham.
Il émigre en France par la suite. Ancien entraîneur-joueur du Stade béthunois, il est engagé comme entraîneur en 1934 par le RC Lens, qui fait ses débuts professionnels en Division 2 française. Malgré la 5e place du club nordiste, il n'y reste qu'une saison et laisse sa place au Belge Robert De Veen.